# Henry Smith
Henry George Smith (ur. 10 marca 1956 w Douglas Water) – piłkarz szkocki grający na pozycji bramkarza.

## Kariera klubowa
Karierę piłkarską Smith rozpoczął w klubie Frickley Athletic. W pierwszej drużynie grał w latach 1976–1977. Następnie odszedł do Winterton Rangers, a w 1978 roku został zawodnikiem angielskiego Leeds United. Jednak przez trzy lata przegrywał rywalizację z innymi golkiperami, m.in. rodakiem Davidem Harveyem i nie rozegrał żadnego spotkania w angielskiej lidze. W 1981 roku przeszedł do Heart of Midlothian F.C. z Edynburga i w jego też barwach zadebiutował w Scottish Premier League. Tam stał się pierwszym bramkarzem i przez 15 sezonów bronił barw „Serc”. W tym okresie rozegrał 476 spotkań ligowych, jednak z Hearts nie osiągnął znaczączących sukcesów. W 1996 roku odszedł do Ayr United i przez cztery lata bronił w First Division. W 2000 roku został bramkarzem Clydebank F.C., a w latach 2002–2004 był golkiperem amatorskiego Berwick Rangers, dla którego rozegrał jedno spotkanie. Karierę zakończył w wieku 48 lat.

## Kariera reprezentacyjna
W reprezentacji Szkocji Smith zadebiutował 17 lutego 1988 roku w zremisowanym 2:2 towarzyskim meczu z Arabią Saudyjską, gdy w 46. minucie zmienił Jima Leightona. W 1992 roku selekcjoner Andy Roxburgh uwzględnił go w kadrze na Euro 92. Na tym turnieju był rezerwowym dla Andy’ego Gorama i nie rozegrał żadnego spotkania. Ogółem do 1993 roku w kadrze Szkocji wystąpił 3 razy.